# István Mészáros
István Mészáros   (Budapest, 19 de desembre de 1930 - Londres, 1 d'octubre de 2017) fou un filòsof marxista hongarès. Fou professor emèrit a la Universitat de Sussex, en la qual va mantenir la càtedra de filosofia durant quinze anys, després d'haver estat professor de Filosofia i Ciències Socials durant quatre anys a la Universitat de York.
Se'l relacionà amb la popularment coneguda Escola de Budapest, un grup de filòsofs hongaresos sota la instrucció o influència de Georg Lukács, de la qual formaven part, entre altres, Ágnes Heller i György Márkus.
Va deixar el seu país natal, Hongria, l'any 1956, després de la invasió soviètica i va treballar durant un temps a Torí, Itàlia, abans d'instal·lar-se al Regne Unit.
El setembre de 2009 va rebre el Premio Libertador al Pensamiento Crítico 2008 que atorga el Govern de la República Bolivariana de Veneçuela. El premi se'l va adjudicar gràcies a l'obra The Challenge and Burden of Historical Time: Socialism in the Twenty-First Century (literalment "El desafiament i la càrrega del temps històric: El Socialisme del segle XXI"). Ja abans havia obtingut el Deutscher Prize pel llibre Marx's Theory of Alienation.

## Obres
- Attila Jozsef e l'arte moderna (1964)
- Marx's Theory of Alienation (1970)
- Aspects of History and Class Consciousness (1971), editor
- The Necessity Of Social Control (1971), Isaac Deutscher Memorial Lecture
- Lukacs' Concept of Dialectic (1972)
- From 'The Legend of Truth' to a 'True Legend': Phases of Sartre's Development Telos 25 (1975). New York: Telos Press.
- Neo-colonial Identity and Counter-consciousness: Essays in Cultural Decolonisation (1978), amb Renato Constantino
- The Work of Sartre: Search for Freedom (1979)
- Philosophy, Ideology and Social Science: Essays in Negation and Affirmation (1986)
- The Power of Ideology (1989) reedició 2005
- Beyond Capital: Toward a Theory of Transition (1994)
- Socialism or Barbarism: Alternative To Capital's Social Order: From The American Century To The Crossroads (2001)
- The Challenge and Burden of Historical Time: Socialism in the Twenty-First Century (2008)
- Historical Actuality Of The Socialist Offensive (2009)
- The Structural Crisis of Capital (2009)
- Social Structure and Forms of Consciousness, Volume I: The Social Determination of Method (2010)
- Social Structure and Forms of Consciousness, Volume II: The Dialectic of Structure and History (2011)